# Bataillon d'infanterie de réaction immédiate
Les Bataillons d'Infanterie de Réaction Immédiate (BIRI) ont été créés par l'armée du Salvador pendant le décennie de 1980 avec pour mission d'être les principaux éléments dans la lutte contre les groupes guérilleros du Front Farabundo Martí pour la Libération Nationale (FMLN) pendant la Guerre Civile.
Les BIRI, formés par les forces spéciales américaines, étaient équipés avec des fusils M16-A1. Ils étaient structurés comme suit:
- 5 compagnies de fusiliers
- 1 compagnie de commandement et service
- 1 compagnie d'appui
- 1 escadron de reconnaissance.

Leurs actions pendant la guerre furent parfois très violentes et certaines exactions sont considérées comme des crimes contre l'humanité. En 1992 en application des Accords de Paix de Chapultepec, les BIRI furent dissous.
Les BIRI étaient: 
- BIRI Atlacatl
- BIRI Atonal
- BIRI Ramón Belloso
- BIRI Eusebio Bracamonte
- BIRI Manuel José Arce[BRI ARCE]